# Ястребник
Ястребник (словен. Jastrebnik) — поселення в общині Шмартно-при-Літії, Осреднєсловенський регіон, Словенія. 
Висота над рівнем моря: 542,2 м.